# Isachne jayachandranii
Isachne jayachandranii är en gräsart som beskrevs av R. Gopalan och V.Chandras. Isachne jayachandranii ingår i släktet Isachne och familjen gräs. Inga underarter finns listade i Catalogue of Life.